# Selenicereus pteranthus
A Selenicereus pteranthus egy széles körben elterjedt dísznövény, melyet nagyméretű éjjel nyíló virágai után spanyol nyelvterületen éjhercegnő-kaktusznak (Princesa de la Noche) is nevezik. Kaktusztermesztők gyakran használják kisméretű fajok oltásához alanynak.

## Elterjedése és élőhelye
Mexikó és Közép-Amerika alacsonyan fekvő területei; rengeteg helyen előfordul a világban kultúrából kiszabadulva.

## Jellemzői
Hajtásai legfeljebb 50 mm átmérőjűek, kékeszöldek, 4-6 bordásak, 1-4 tövise 1–3 mm hosszú, kúpos. Virágai 250–300 mm hosszúak, erősen illatosak. A pericarpium hosszú fehér töviseket hordoz. A külső szirmok egyenesek, sárgásak-vörösesek, a belsők fehérek, a tövükön sárgásak, megnyúlt spatula formájúak. A porzók és a bibe zöldes-krémszínűek. A termése vörös, 60–70 mm átmérőjű.

## Rokonsági viszonyai
Tagja a grandiflorus-fajkomplexnek, lehet, hogy csupán a Selenicereus grandiflorus rövid tövisű alakja, mindazonáltal természetből nem ismertek közte és a Selenicereus grandiflorus közötti hibridek (Bauer CSI 17:43' [2003]). Mesterségesen létrehozott hibridjeik gyűjtőneve a Selenicereus X callianthus.
Ebbe a fajba vonták össze a korábban különállónak tekintett Selenicereus boeckmannii, S. brevispinus, S. knuthianus, S. macdonaldiae, S. rothii és S. vaupellii taxonokat is.